# Saint-Mammès
Saint-Mammès település Franciaországban, Seine-et-Marne megyében. Lakosainak száma 3232 fő (2022. január 1.). Saint-Mammès Champagne-sur-Seine, Moret-Loing-et-Orvanne, Vernou-la-Celle-sur-Seine, Écuelles, Moret-sur-Loing, Veneux-les-Sablons, Orvanne és Moret Loing et Orvanne községekkel határos.

## Népesség
A település népessége az elmúlt években az alábbi módon változott:
| Lakosok száma | 3181 | 3272 | 3447 | 3347 | 3376 | 3391 | 3404 | 3302 | 3232 |
|               | 2013 | 2015 | 2016 | 2017 | 2018 | 2019 | 2020 | 2021 | 2022 |